# Derby dell'Enza

Un derby della stagione 1978-1979: si riconosce, con la maglia del Parma, un giovane Carlo Ancelotti

Il derby dell'Enza, conosciuto anche come derby del Parmigiano Reggiano, è la sfida calcistica che oppone le squadre di calcio emiliane del Parma e della Reggiana. Nonostante non si tratti propriamente di una stracittadina vera e propria, rimane in assoluto la sfida più sentita da entrambe le tifoserie ed uno dei "derby" regionali maggiormente sentito e problematico in termini di sicurezza ed ordine pubblico.
Le due compagini si sono affrontate tra loro 79 volte, con un bilancio che vede 26 vittorie per il Parma, 27 pareggi e 26 vittorie per la Reggiana.
Il nome del derby prende il nome dal torrente Enza che separa, per tutta la lunghezza del suo percorso, le province di Parma e Reggio Emilia. Il nome derby del Parmigiano Reggiano, deriva dal celebre formaggio Parmigiano-Reggiano, la cui paternità le città di Parma e Reggio nell'Emilia si contendono da anni. Teatri di queste accesissime partite furono lo stadio Ennio Tardini di Parma e lo stadio comunale Mirabello di Reggio nell'Emilia; l'ultimo derby in serie A disputato a Reggio venne giocato nello stadio Giglio (attuale Mapei Stadium - Città del Tricolore).
Il primo derby tra Parma e Reggiana venne disputato il 7 dicembre 1919 a Reggio nell'Emilia, e terminò con il risultato di 2-1 in favore dei granata. L'ultimo derby nella massima serie venne disputato nella Serie A 1996-1997, ed è terminato con il risultato di 0-0.

## Storia
La rivalità che oppone le due città di Parma e Reggio nell'Emilia va ben oltre il calcio. Fin dal medioevo, all'epoca dei Comuni, le due città erano in lotta per questioni di confine. Perfino nei dialetti delle due città esistono termini per indicare gli acerrimi rivali, se infatti i parmigiani, alla stregua dei modenesi, chiamano i reggiani tèsti quedri (teste quadre), a loro volta i parmigiani vengono spesso chiamati dai reggiani bagolòun (bagoloni), un termine dispregiativo che ha il significato di "truffaldino, imbonitore, spaccone". Inoltre secondo i Reggiani la rotondità della testa dei Parmigiani sarebbe da attribuirsi all'azione di sorci o pidocchi che avrebbero smussato la testa dei cugini d'Oltrenza.
Parma e Reggiana, fondate rispettivamente nel 1913 e nel 1919, s'incontrarono per la prima volta nel campionato di Promozione 1919-1920. Negli anni venti le due squadre s'incontrarono una decina di volte, sempre in Prima Divisione o Seconda Divisione. Nel corso degli anni '30 e '40 le due formazioni disputarono accaniti derby nelle categorie inferiori del calcio italiano come la Serie B e la Serie C.

Il derby dell'annata 1958-1959 vinto dalla Reggiana a Parma

Nella stagione 1952-1953, che entrambe le formazioni disputarono in Serie C, accadde un fatto che accentuò ancora di più la rivalità tra le due formazioni. Il 22 marzo 1953 si disputò allo stadio Tardini l'incontro di ritorno del derby, già vinto all'andata dalla Reggiana, che fu vinto dai granata per 2-1 nonostante arrancassero sul fondo della classifica. La gioia del pubblico reggiano per la doppia vittoria sui rivali durò solo per pochi giorni poiché il 24 marzo il Parma denunciò alla Lega, forte della posizione di vantaggio data dalla presenza nel Consiglio dell'alto dirigente parmense Alberto Rognoni (consigliere sia in Lega che nel Parma Calcio), un tentativo di corruzione operato da un alto di dirigente granata nei confronti del vicepresidente crociato Carrega. Si sarebbe trattato di una offerta di denaro ai dirigenti del Parma Calcio, 800.000 lire, per aggiudicarsi la vittoria di un sentitissimo ed importantissimo derby. 
Il 9 aprile venne pronunciato il fatidico verdetto dal Giudice sportivo: venti punti di penalizzazione alla Reggiana, che scivolò così sul fondo della classifica e inibizione a vita da incarichi sociali o federali per il vicepresidente Degola. La partita tuttavia non venne fatta ripetere. A fine stagione la Reggiana si ritrovò così, per decisione della Lega calcio e per la prima volta nella sua storia a dover giocare in IV Serie. A lungo al fatto, prima del un suo definitivo ridimensionamento, seguì una vera e propria campagna di boicottaggio dei prodotti parmensi sulle tavole dei reggiani e venne paventata anche una marcia di protesta dei tifosi granata a Parma. Da quel momento l'astio campanilistico tra le due città si trasformò in vero e proprio livore, spesso trascendendo l'ambito puramente sportivo.
Nella stagione Serie B 1958-1959 le due formazioni tornarono ad affrontarsi e ancora una volta l'affermazione fu duplice per i granata che si imposero a Mirabello per 1-0 e al Tardini per 1-2, guidati proprio da un parmigiano Luigi Del Grosso al trionfo. La soddisfazione per avere ritrovato la categoria sottratta dalla dubbia penalizzazione fu premiata oltre che dalla duplice vittoria nel derby anche dalla sofferta salvezza a cui il Parma calcio fu costretto nel finale di campionato. Negli anni sessanta, complice il fallimento del Parma e le numerose partecipazioni alla serie B dei granata, le squadre s'incontrarono solo nelle stagioni 1959-1960, 1960-1961, 1961-1962 e 1964-1965. Durante gli anni '70 le squadre, per lo più in serie C, s'incontrarono una dozzina di volte. Tra la fine degli anni '70 e l'inizio degli anni '80, con la nascita del fenomeno ultras, il derby dell'Enza inizia ad essere teatro di numerosi scontri a volte anche gravi come quelli registratisi allo stadio Tardini il 4 maggio 1986 dopo la vittoria della Reggiana; infatti la pressoché concomitante nascita dei gruppi Boys Parma 1977 (tra i crociati) e Ultras Ghetto (tra i granata) contribuì a inasprire una già netta ostilità tra le due tifoserie. Nel derby disputatosi a Reggio Emilia il 15 dicembre 1985 i gialloblù s'impongono 1-3, espugnando così dopo oltre quarant'anni il terreno del Mirabello; a fine stagione verranno promossi in Serie B.
Le due squadre si ritrovano anni dopo, precisamente nella stagione 1989-1990. Il destino volle che proprio contro l'acerrima rivale il Parma conquistasse per la prima volta nella sua storia la promozione in Serie A il 27 maggio 1990.

Il parmense Bravo e il reggiano Mazzola nella sfida del 21 settembre 1996, nella fin qui ultima stagione che vide il derby disputarsi in Serie A

Nel 1993, con la promozione della Reggiana in Serie A il derby dell'Enza poté essere disputato nella massima serie del calcio italiano. Nella Serie A 1993-1994 le due formazioni si aggiudicarono un derby a testa, quello giocato nel proprio stadio. Nella stagione successiva, culminata con la retrocessione della Reggiana in Serie B, la partita disputata al Tardini venne vinta dai padroni di casa, mentre al Mirabello finì in rimonta per i granata 2-2, con grande rammarico dei crociati che lasciarono preziosi punti scudetto a Reggio. Nella Serie A 1996-1997, l'ultima disputata dalla Reggiana nella massima serie, l'incontro di andata finì 3-2 in favore del Parma e quello di ritorno 0-0. In quell'occasione, dopo oltre settant'anni, il derby non venne giocato allo storico Mirabello, ormai sostituito dal nuovo stadio Giglio. 
Quella gara fu teatro di un pericoloso lancio di rubinetti (divelti dai bagni della Curva Sud) sul campo da parte degli ultras della Reggiana. La partita, su pressione dei giocatori del Parma, minacciati dal lancio dei rubinetti, venne sospesa per alcuni minuti e alla fine la Reggiana venne punita con un turno di squalifica del campo. La successiva partita interna dei granata col Piacenza venne infatti disputata sul campo neutro di Bologna.
Nel 2012, a seguito del violento terremoto che colpì l'Emilia, venne proposto, al fine di raccogliere fondi, di disputare il derby che tanto manca a molti sportivi parmensi e reggiani.
Per vent'anni, a seguito della partecipazione delle due compagini a campionati diversi, il Derby dell'Enza non si è più giocato. Questa storica sfida si ripresenta nel Campionato di Lega Pro 2016-2017 rinverdendo la tradizione delle sentitissime sfide fra le due compagini delle opposte sponde dell'Enza. Dopo vent'anni di attesa, il 19 Dicembre 2016, in occasione della diciannovesima giornata del girone B di Lega Pro torna a disputarsi presso il Mapei Stadium il match tra le due compagini che culmina con la vittoria del Parma per 0-2 (gol di Giorgino e Baraye); anche il ritorno, giocatosi nello stadio Ennio Tardini il 7 maggio 2017, ha visto prevalere i ducali con il punteggio di 1-0, portando in perfetta parità il bilancio delle sfide tra le due squadre.
Il derby si disputerà nuovamente nella Serie B 2023-2024.

## Statistiche
| Partite totali    |    |
| Giocate           | 83 |
| Vittorie Parma    | 27 |
| Pareggi           | 29 |
| Vittorie Reggiana | 27 |

| Partite a Parma   |    |
| Giocate           | 41 |
| Vittorie Parma    | 21 |
| Pareggi           | 12 |
| Vittorie Reggiana | 9  |

| Partite a Reggio nell'Emilia |    |
| Giocate                      | 42 |
| Vittorie Reggiana            | 18 |
| Pareggi                      | 18 |
| Vittorie Parma               | 6  |

| Reti     |    |
| Parma    | 84 |
| Reggiana | 75 |

## Lista dei risultati
| Stagione  | Competizione      | Incontro       | A / R       | A / R       |
| --------- | ----------------- | -------------- | ----------- | ----------- |
| 1919-1920 | Promozione        | Reggiana-Parma | 2-1         | 0-3         |
| 1920-1921 | Prima Categoria   | Parma-Reggiana | 5-1         | 2-3         |
| 1923-1924 | Seconda divisione | Parma-Reggiana | 0-0         | 0-2         |
| 1925-1926 | Prima Divisione   | Parma-Reggiana | 2-0         | 0-2         |
| 1926-1927 | Prima Divisione   | Reggiana-Parma | 2-0         | 0-1         |
| 1929-1930 | Serie B           | Parma-Reggiana | 1-0         | 2-2         |
| 1932-1933 | Prima Divisione   | Reggiana-Parma | 1-1         | 1-5         |
| 1933-1934 | Prima Divisione   | Parma-Reggiana | 0-0         | 0-2         |
| 1934-1935 | Prima Divisione   | Reggiana-Parma | 0-0         | 0-2         |
| 1935-1936 | Serie C           | Parma-Reggiana | 0-1         | 0-2         |
| 1936-1937 | Serie C           | Parma-Reggiana | 1-1         | 2-2         |
| 1937-1938 | Serie C           | Reggiana-Parma | 1-1         | 0-1         |
| 1938-1939 | Serie C           | Reggiana-Parma | 1-0         | 0-0         |
| 1938-1939 | Coppa Italia      | Reggiana-Parma | 2-1(d.t.s.) | 2-1(d.t.s.) |
| 1939-1940 | Serie C           | Reggiana-Parma | 0-1         | 0-1         |
| 1942-1943 | Serie C           | Reggiana-Parma | 2-2         | 0-4         |

| Stagione  | Competizione      | Incontro       | A / R | A / R |
| --------- | ----------------- | -------------- | ----- | ----- |
| 1945-1946 | Camp. Alta Italia | Reggiana-Parma | 0-1   | 2-0   |
| 1946-1947 | Serie B           | Reggiana-Parma | 1-0   | 0-4   |
| 1947-1948 | Serie B           | Parma-Reggiana | 2-1   | 0-0   |
| 1948-1949 | Serie B           | Parma-Reggiana | 0-2   | 1-1   |
| 1952-1953 | Serie C           | Reggiana-Parma | 1-0   | 2-1   |
| 1958-1959 | Serie B           | Reggiana-Parma | 1-0   | 2-1   |
| 1959-1960 | Serie B           | Parma-Reggiana | 0-1   | 1-3   |
| 1960-1961 | Serie B           | Reggiana-Parma | 1-1   | 1-0   |
| 1961-1962 | Serie B           | Parma-Reggiana | 2-0   | 1-1   |
| 1964-1965 | Serie B           | Parma-Reggiana | 3-0   | 0-0   |
| 1970-1971 | Serie C           | Parma-Reggiana | 0-0   | 0-1   |
| 1973-1974 | Serie B           | Parma-Reggiana | 0-0   | 0-0   |
| 1974-1975 | Serie B           | Parma-Reggiana | 1-1   | 0-1   |
| 1976-1977 | Serie C           | Parma-Reggiana | 2-1   | 0-0   |
| 1976-1977 | C.I. Semiprof.    | Reggiana-Parma | 0-1   | 0-0   |
| 1977-1978 | Serie C           | Parma-Reggiana | 1-0   | 0-2   |

| Stagione  | Competizione | Incontro       | A / R | A / R |
| --------- | ------------ | -------------- | ----- | ----- |
| 1978-1979 | Serie C1     | Reggiana-Parma | 0-0   | 1-0   |
| 1980-1981 | Serie C1     | Parma-Reggiana | 0-0   | 1-2   |
| 1983-1984 | Serie C1     | Parma-Reggiana | 0-0   | 1-1   |
| 1985-1986 | Serie C1     | Reggiana-Parma | 1-3   | 2-1   |
| 1989-1990 | Serie B      | Reggiana-Parma | 0-2   | 0-2   |
| 1993-1994 | Serie A      | Parma-Reggiana | 1-0   | 0-2   |
| 1994-1995 | Serie A      | Parma-Reggiana | 2-1   | 2-2   |
| 1996-1997 | Serie A      | Parma-Reggiana | 3-2   | 0-0   |
| 2016-2017 | Lega Pro     | Reggiana-Parma | 0-2   | 0-1   |
| 2023-2024 | Serie B      | Parma-Reggiana | 0-0   | 1-1   |